# Cisterciënzerabdij van Wąchock
De Cisterciënzerabdij van Wąchock (Pools:  Opactwo Cystersów w Wąchocku) is een 12e-eeuwse cisterciënzenabdij nabij Wąchock. Het wordt gezien als een van de meest waardevolle monumenten van de Romaanse en gotische architectuur in Polen. Bovendien is de abdij de best bewaard gebleven Cisterciënzenabdij in Polen. De abdij van Wąchock is ook het oudste bouwwerk in Polen waarvan herleid kan worden wie de architect geweest kon zijn.
Het complex is dan ook een beschermd architectonisch monument.

## Geschiedenis
De abdij is in 1179 door de bisschop Gedko van Krakau gesticht. Pas tussen 1218-39 zouden hier stenen gebouwen komen te staan. De architect, meester Simon, heeft zijn naam op de kerkfacade vereeuwigd. De vroegste stenen bouwwerken bestonden uit een gepilaarde basiliek  met een dwarsschip en rechthoekig koor, geflankeerd door twee kapellen.
De abdij is in de 16e eeuw gerenoveerd en werd na een brand tussen 1636 en 1643 volledig hersteld. Het complex is tijdens de Zweedse Zondvloed opnieuw beschadigd en werd in 1659 hersteld.

## Galerij

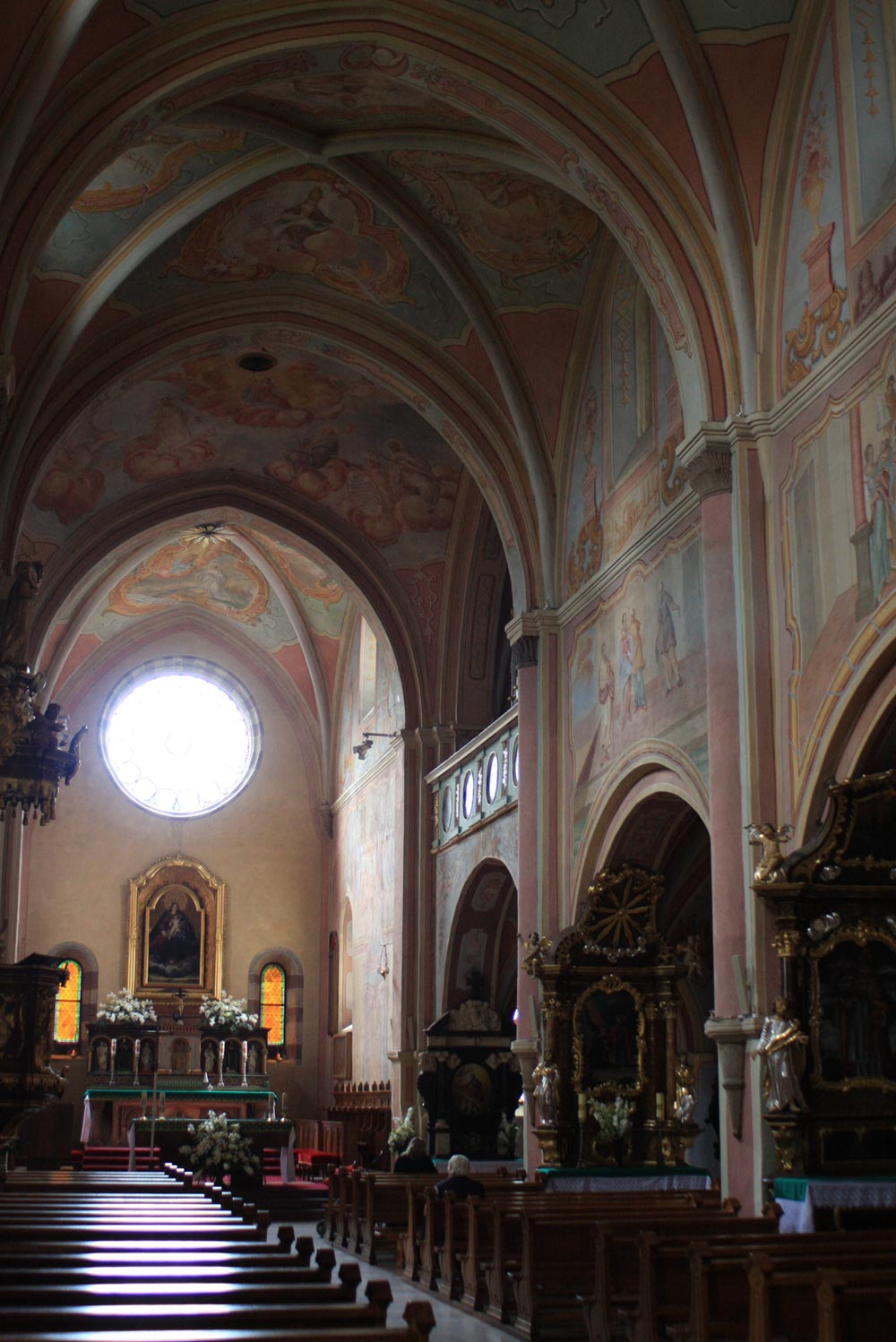
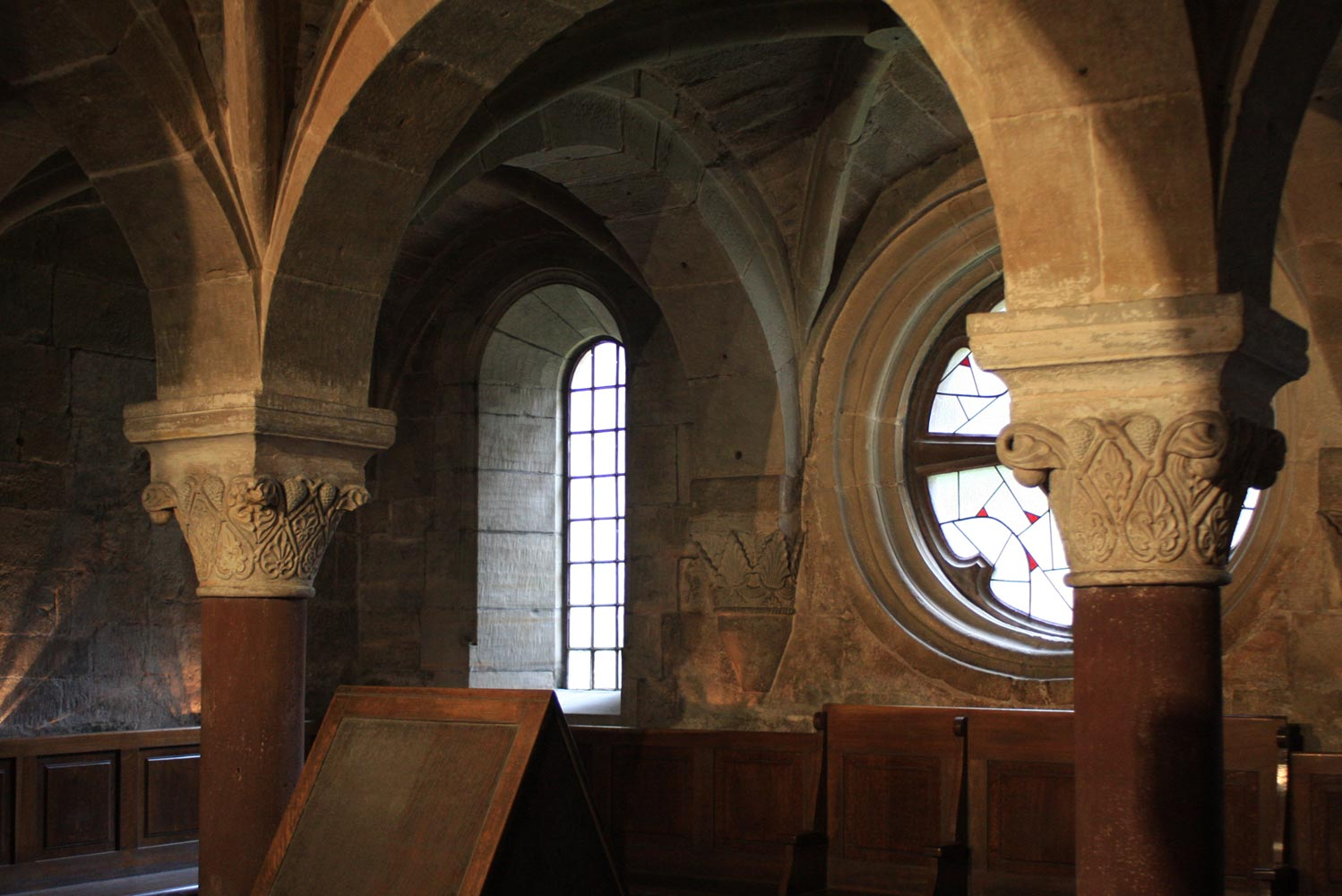
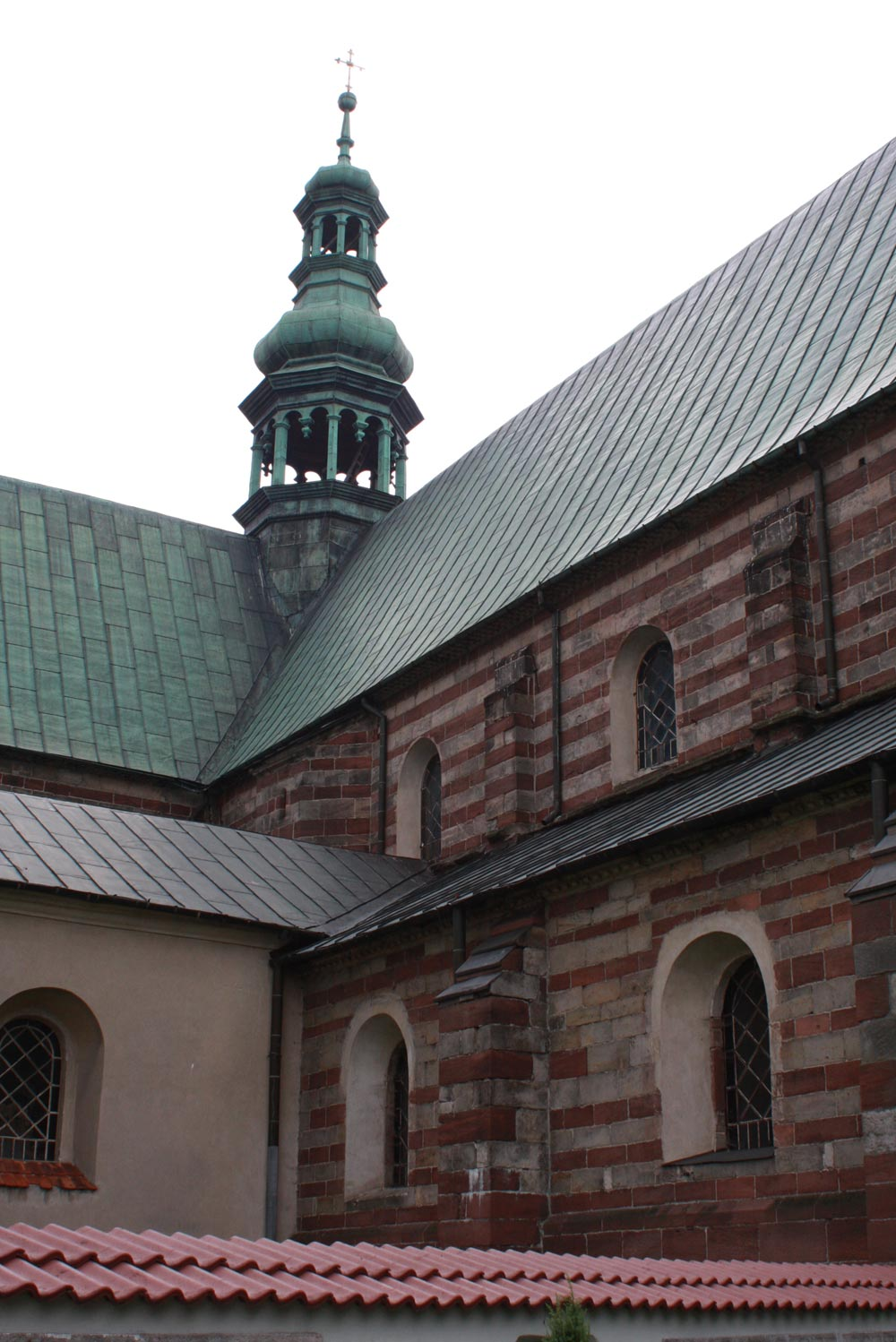